# Lake Mary (Florida)
Lake Mary ist eine Stadt im Seminole County im US-Bundesstaat Florida. Das U.S. Census Bureau hat bei der Volkszählung 2020 eine Einwohnerzahl von 16.798 ermittelt. 
Im August 2007 hat das Magazin Money Lake Mary als viertbesten place to live in America ausgezeichnet.

## Geographie
Lake Mary grenzt direkt an die Stadt Sanford und liegt rund 25 Kilometer nördlich von Orlando.

## Geschichte
Lake Mary erhielt durch die South Florida Railroad im Jahr 1880 erstmals Anschluss an das Eisenbahnnetz.

## Demographische Daten
Laut der Volkszählung 2010 verteilten sich die damaligen 13.822 Einwohner auf 5.728 Haushalte. Die Bevölkerungsdichte lag bei 619,8 Einw./km². 84,5 % der Bevölkerung bezeichneten sich als Weiße, 5,0 % als Afroamerikaner, 0,3 % als Indianer und 6,0 % als Asian Americans. 1,8 % gaben die Angehörigkeit zu einer anderen Ethnie und 2,5 % zu mehreren Ethnien an. 10,2 % der Bevölkerung bestand aus Hispanics oder Latinos.
Im Jahr 2010 lebten in 33,9 % aller Haushalte Kinder unter 18 Jahren sowie 25,7 % aller Haushalte Personen mit mindestens 65 Jahren. 73,2 % der Haushalte waren Familienhaushalte (bestehend aus verheirateten Paaren mit oder ohne Nachkommen bzw. einem Elternteil mit Nachkomme). Die durchschnittliche Größe eines Haushalts lag bei 2,57 Personen und die durchschnittliche Familiengröße bei 3,01 Personen.
25,1 % der Bevölkerung waren jünger als 20 Jahre, 20,1 % waren 20 bis 39 Jahre alt, 34,0 % waren 40 bis 59 Jahre alt und 20,8 % waren mindestens 60 Jahre alt. Das mittlere Alter betrug 43 Jahre. 48,5 % der Bevölkerung waren männlich und 51,5 % weiblich.
Das durchschnittliche Jahreseinkommen lag bei 83.921 $, dabei lebten 7,9 % der Bevölkerung unter der Armutsgrenze.
Im Jahr 2000 war Englisch die Muttersprache von 92,74 % der Bevölkerung, spanisch sprachen 6,16 % und 1,10 % hatten eine andere Muttersprache.

## Sehenswürdigkeiten
Am 11. Februar 2004 wurde das Lake Mary Chamber of Commerce Building in das National Register of Historic Places eingetragen.

## Verkehr
Lake Mary wird von der Interstate 4 durchquert sowie auf einer gemeinsamen Trasse von den U.S. Highways 17 und 92 (SR 15, SR 600) tangiert. Der nächste Flughafen, der Orlando Sanford International Airport, ist rund fünf Kilometer entfernt.
Lake Mary ist eine Station der SunRail auf der Strecke von DeBary über Orlando nach Poinciana. Am Bahnhof Winter Park besteht Anschluss an die Fernzüge der Amtrak.

## Kriminalität
Die Kriminalitätsrate lag im Jahr 2010 mit 124 Punkten (US-Durchschnitt: 266 Punkte) im niedrigen Bereich. Es gab eine Vergewaltigung, einen Raubüberfall, 22 Körperverletzungen, 67 Einbrüche, 251 Diebstähle und acht Autodiebstähle.